# Sesmaria do Pacaembu

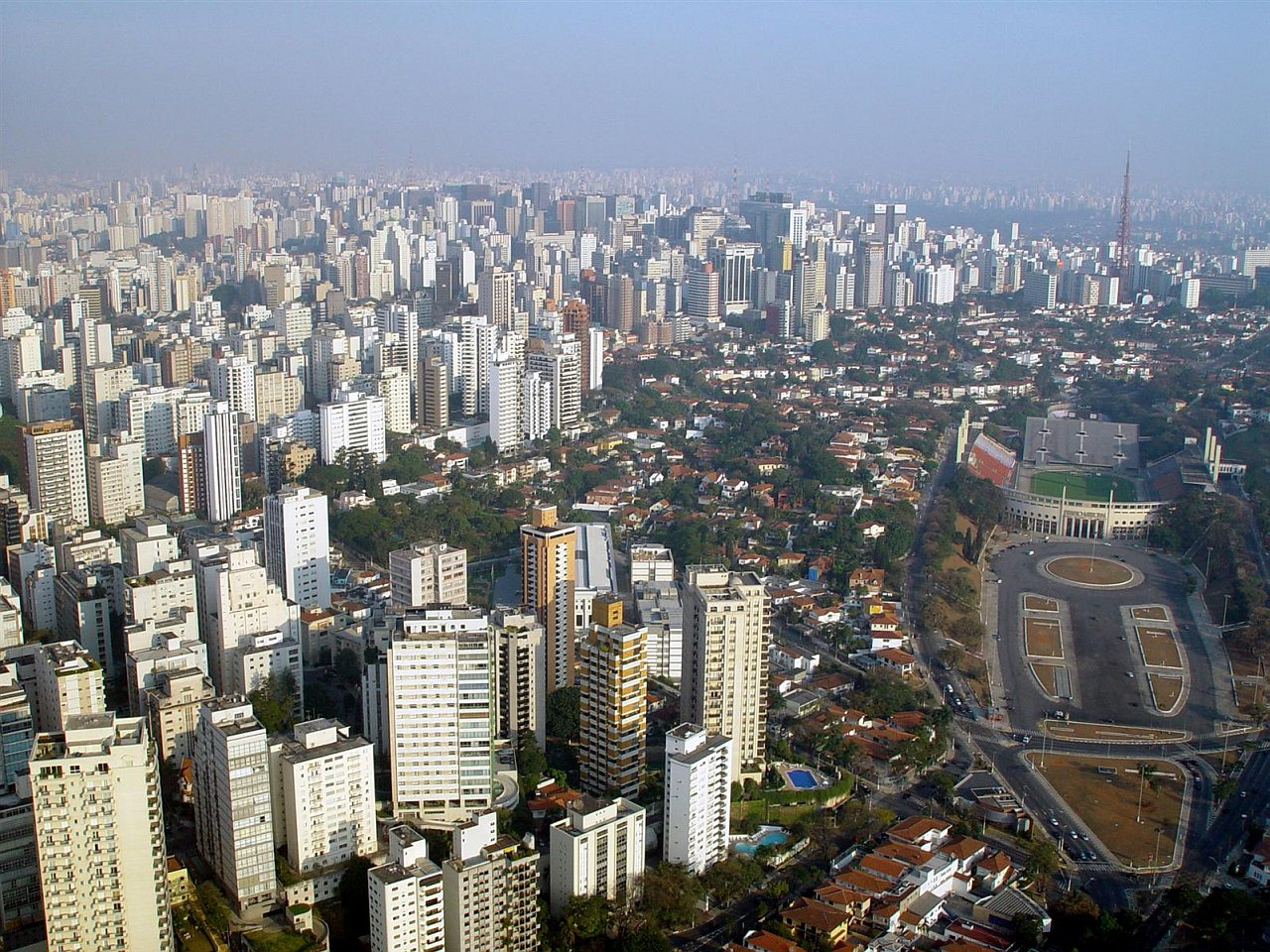
Os atuais bairros nobres paulistanos Higienópolis, Pacaembu e Perdizes são o resultado do loteamento da antiga sesmaria do Pacaembu.

A Sesmaria do Pacaembu foi uma sesmaria concedida por Martim Afonso de Sousa em 1561 aos jesuítas no atual município de São Paulo, no Brasil. A extensa propriedade era delimitada pelo caminho dos Pinheiros (atual Rua da Consolação), Emboaçaba (atual Avenida Doutor Arnaldo) e pelo córrego Água Branca. Era subdividida em três áreas: Pacaembu de Cima, do Meio e de Baixo.

## Etimologia
O nome Pacaembu proveio de um riacho que sofria inundações frequentemente (paã-nga-he-nb-bu), nome que, na língua indígena, significa "atoleiro" ou "terras alagadas”. Segundo o tupinólogo Eduardo de Almeida Navarro, no entanto, "Pacaembu" é oriundo da língua tupi antiga, com o significado de "córrego das pacas", através da junção de paka (paca) e 'yemby (córrego).

## História
Os religiosos dedicavam-se na sesmaria à catequização dos índios até que, em 1759, o Marquês de Pombal expulsou os jesuítas do Reino de Portugal e de suas colônias e confiscou suas terras. No ano de 1767, as propriedades dos jesuítas foram a hasta pública, sendo essa sesmaria comprada em 1779 por Gabriel Antunes Fonseca, Clemente José Gomes Camponese e Manoel Simões.
Os antigos terrenos da sesmaria foram divididos em chácaras, muitas delas compradas pela elite paulistana. Essas pequenas propriedades rurais tornaram-se os atuais bairros nobres de Higienópolis (outrora, Pacaembu de Cima), Pacaembu (antigo Pacaembu do Meio) e Perdizes (antigo Pacaembu de Baixo).